# الگوریتم اف اسکن
الگوریتم اف اسکن 
(F-SCAN) یک الگوریتم زمان بندی دیسک است که حرکت آرم و هد دیسک در سرویس دهی درخواست‌های خواندن و نوشتن را تعیین می‌کند. طی روبش تمام درخواست‌ها در صف اول داده‌ها ی اولیه هستند و تمام درخواست‌های جدید در صف داده‌های ثانویه قرار داده می‌شوند. بنا براین سرویس دهی به درخواست‌های جدید به تاخیر می‌افتد تا زمانی که تمام درخواست‌های قدیمی تحت پردازش قرار گیرد. هنگامی که روبش پایان می‌یابد آرم به تمام صف داده‌های اولیه برده می‌شود و دوباره سرتاسر آن شروع می‌شود.
تحلیل الگوریتم
الگوریتم F-SCAN مطابق N-Step-SCAN از چسبناکی آرم جلوگیری می‌کند در صورتی که در الگوریتم‌های دیگر مانند SSTF، SCAN و C-LOOK چنین امری اتفاق نمی‌افتد. چسبناکی آرم در الگوریتم‌های دیگر وقتی رخ می‌دهد که هجمه‌ای از درخواست‌ها برای مسیر مشترک موجب می‌شود تا آرم دیسک توقف پردازش در آن مسیر گردد، از این رو ترجیح داده می‌شود که هیچ جستجویی برای درخواست‌های آن مسیری که در آن است مورد تأیید واقع نشود، از آن جا که F-SCAN درخواست‌ها را به دو صف داده‌ها جدا می‌کند، روبرو شدن با درخواست‌های جدید به صف داده‌های در حال انتظار برده می‌شود، آرم روبش خود را تا مسیر بیرونی ادامه می‌دهد و از این رو چسبناکی پیش روی الگوریتم نیست. یک معاوضه آشکار وجود دارد به طوری که درخواست‌ها در صف داده‌های در حال انتظار باید انتظار طولانی تر تا برای به اجرا درآوردن بکشند، اما در مبادله F-SCAN برای تمام درخواست‌های رضایت بخش تر است.
دیگر متغیرها شامل موارد زیر می‌شود:
- الگوریتم آسانسور –اسکن
- LOOK (C-LOOK)
- N-Step-SCAN